# 3122 فلورنس
3122 فلورنس هوَ كويكب صخري من تصنيف كويكبات آمور، يَبلغ قطره حوالي 5 كيلومتر، وَيُصنف ضمنَ الأجرام القريبة من الأرض وَ الأجرام كامنة المخاطر. تم اكتشافه في 2 مارس 1981 عن طريق عالم الفلك الأمريكي شيلت بص في مرصد سبرنج سايدنج.
يَدور هذا الكويكب حولَ الشمس على مسافة منها بين 1.0–2.5 وحدة فلكية، ويتم دورة واحدة كُل سنتين و4 شهور (859 يوم). يبلغ الانحراف المداري لهذا الكويكب 0.42 وَ زاوية الميلان 22° بالنسبة لمستوي مدار الأرض حول الشمس. يُصنف هذا الكُويكب ضمن الأجرام كامنة المخاطر، حيثُ َمسافة تقاطع المدار الدنيا له تبلغ (MOID ≤ 0.05 AU) (أي أقل من مسافة 0.05 وحدة فلكية تعادل نحو 7 ملايين كيلومتر من الأرض)، ويبلغ قطره نحو 5 كيلومتر؛ كما يبلغ القدر المطلق لَه (H ≤ 22).
نُشرت تسمية هذا الكُويكب في 6 أبريل 1993 (م.ك.ص 21955).

## مروره بالأرض في عام 2017
في 1 سبتمبر 2017 سَيمر هذا الكُويكب من الأرض بِمسافة 0.04723 وحدة فلكية (7,066,000 كيلومتر; 4,390,000 ميل)، ويشتد سطوعه إلى 8.5 قدر ظاهري، حيثُ سيكون مرئياً للتلسكوبات الصغيرة لعدة ليالٍ؛ حيثُ سينتقل بين كوكبات الحوت الجنوبي وَالجدي وَالدلو وَالدلفين. يُعتبر فلورنس أكبر كويكب سيقترب من كوكب الأرض بهذا القدر، ويعد خطيرا لكبر كتلته حيث يبلغ حجمه نحو 5 كيلومترات. وقد مر في تلك المرة بسلام فكان مروره بالأرض على بعد نحو 7 ملايين كيلومتر فقط (بُعد الشمس عنا نحو 145 مليون كيلومتر)، وهو بعد قصير جدا بالنسبة للأبعاد الفلكية.
مر هذا الكويكب على الأرض في 29 أغسطس 1930 وكان يبعد عن الأرض 0.05239 وحدة فلكية. وسيكون مروره القادم بها في 2 سبتمبر 2057، لكنه لن يقترب مرة أُخرى من الأرض مثلما حدث حاليا إلا بعد عام 2500.
يقول «بول شوداس» Paul Chodas من ناسا أن كويكب فلورنس هو أشد الكويكبات مرورا بالأرض منذ بدء برنامج ناسا لمتابعة الكويكبات التي تمر بالقرب من الأرض. إذا اصطدم فلورنس يوما ما بالأرض سيحدث فيها أضرار بالغة العظمة.[بحاجة لمصدر] سوف تقوم ناسا بتسليط نبضات بالرادار وتتلقى منه صداها ومنها يستطيع خبراء ناسا تعيين الحجم الدقيق لفلورنس، كما يستطيعون عمل صور لسطحة تبدي بعض تفاصيل تضاريسه.
حتى موعد مرور فلورنس بالأرض كانت دورته في الدوران حول نفسه تقدر بـ 2,358 يوم، وكان قطره يقدر بنحو 35و4 كيلومتر تم تعينه عن أساس انعكاس ضوء الشمس عليه وما يصدر منه من أشعة حرارية.

الكويكب فلورنس وقمريه. الاستبانة قدرها 15 متر (أي أصغر تكوينات على سطحه يمكن رؤيتها). فلورنس يدور حول محوره في دورة تستغرق 3و2 يوم، وصورته هنا «مسرّعة».

وكان تصنيف طيفه يعتبر S أو SQ.

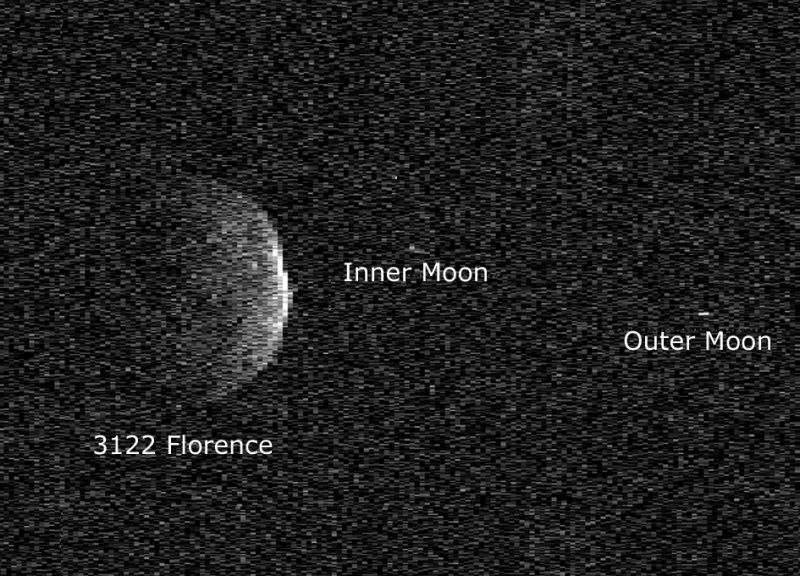
3122 فلورنس وقمريه

وأثناء مروره بالأرض فقد اهتم العلماء برصده جيدا
 من ضمن تلك الأرصاد كان بواسطة الرادار، وقام بها «مرصد أريسيبو» و «مجمع غولدستون لاتصالات أعماق الكون». وتتفق قياسات الفترة الزمنية لصدي الرادار مع ما سُجل منه من طيف لصدي الرادار في أن قطره يصل إلى 5و4 كيلومتر؛ أي أن الاختلاف عن القيم القديمة يعتبر اختلاف بسيطا. ورؤيت مواد متطايرة تحوم حوله عند خط استوائه بسبب دورانه حول نفسه. وتم تعيين زمن دورانه حول نفسه وتعيين انزياح دوبلر، وبينت الصور (وترى واحدة منها في الصورة المتحركة) انتفاخا عند خط استوائه وبعض الفوهات. علاوة على ذلك اتضح أن الكويكب فلورنس له قمرين أحدهما خارجي ويبلغ قطره نحو 300 متر وقمر ه الثاني داخلي ويبلغ قطره نحو 200 متر. وأما بالنسبة إلى دورتهما حوله فوجد الأول له دورة 22 ساعة والآخر 8 ساعات، ومنها استطاع العلماء تقدير كتلة فلورنس وبالتالي كثافته. وتبلغ كثافته نحو 4و1 جرام/سنتيمتر cm3 ، مما يدل على مسامية عالية لفلورنس. قياس طيف فلورنس في مجال الضوء المرئي ومجال الأشعة تحت الحمراء تشير إلى تماثلها مع المادة
التي رصدت للكويكب نيزك تشيليابنسك وهو ذو تصنيف الطيف S ؛ أي أن مادته هي خوندريت معتاد (حبيبات سليكات متماسكة مختلطة بحيبات مليمترية من أوليفين وفلسبار وبيروكسين).

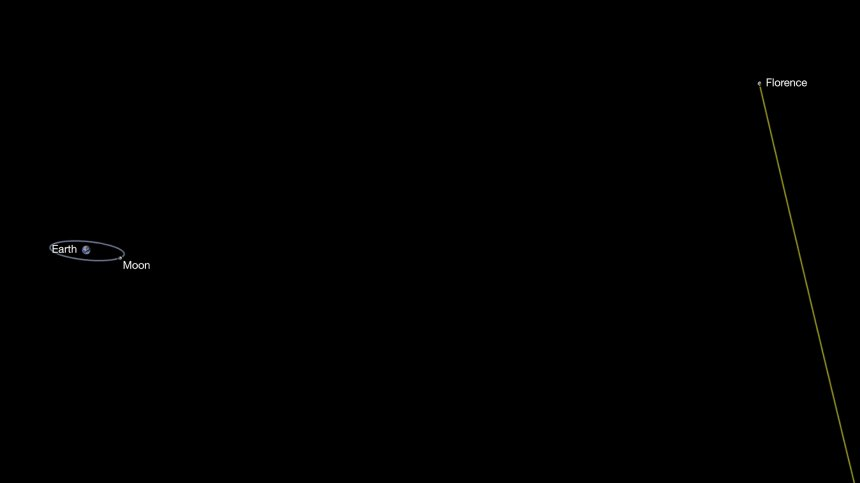
مرور 3122 فلورنس بالقرب من الأرض في 2017

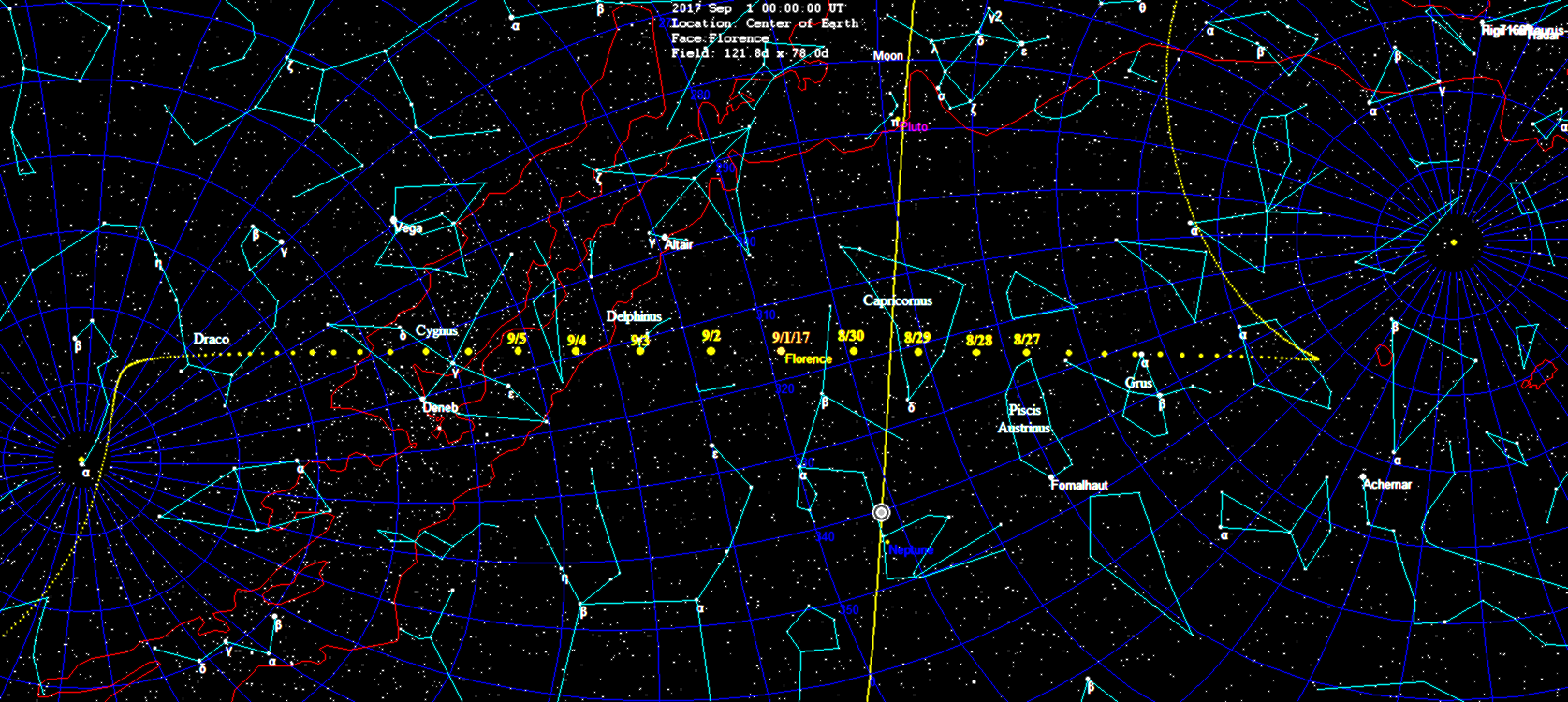
الحركة اليومية لكويكب 3122 فلورنس كما يُرى بالقرب من الأرض في 1 سبتمبر 2017

## اقرأ أيضا
- 162173 ريوغو (كويكب)
- نيزك تشيليابنسك
- كويكبات أبولو
- كويكبات آمور
- كويكبات آتن
- 2062 آتن
- نيزك بيرنغ

## وصلات خارجية
3122 فلورنس في قاعدة بيانات مختبر الدفع النفاث لأجرام النظام الشمسي الصغيرة
- الاكتشاف · مخطط المدار ·  العناصر المدارية · المعلمات المادية